# Lata de alumínio

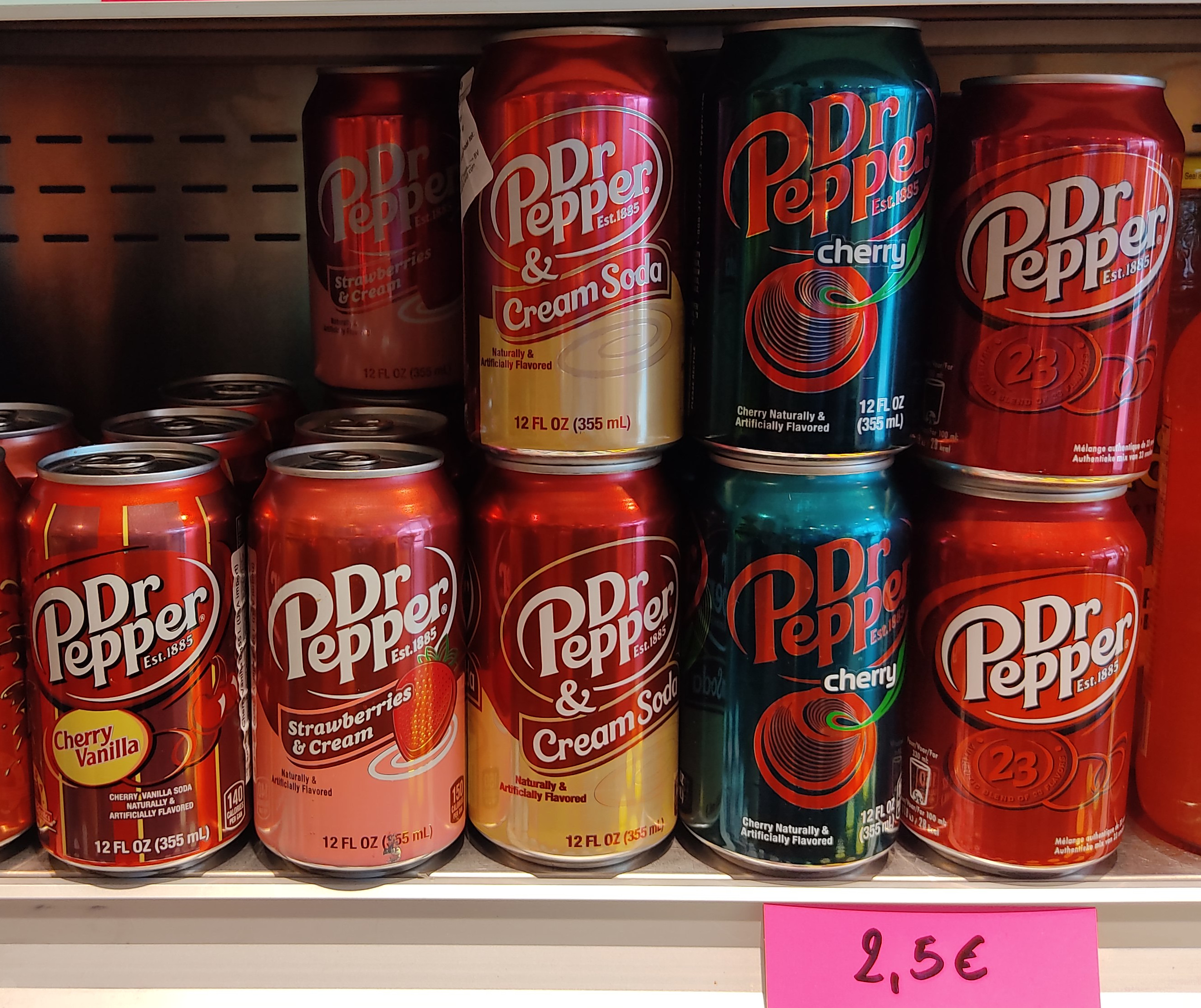
Latas de alumínio com refrigerantes em uma prateleira de supermercado.

Uma lata de alumínio  é um recipiente de uso único feito predominantemente de alumínio, com o interior revestido de resina epóxi ou por uma camada de polímeros. 
Essas latas, são frequentemente usada paras embalagem e armazenamento de bebidas e alguns alimentos como azeitonas e sopa. Também pode ser adotada como forma de se armazenar produtos como óleos, produtos químicos e outros líquidos. 
Devido a intensa utilização pela indústria de bebidas, a produção mundial anual de latas de alumínio é de cerca de 180 bilhões de unidades, constituindo na maior forma de utilização do alumínio minerado em todo o mundo.

## Produção industrial
O uso do alumínio como material principal para elaboração de latas para armazenamentos de produtos teve inicio em 1957. Isso se deve ao fato do alumínio oferecer maior maleabilidade, resultando em facilidade de fabricação e utilização. O interior da lata é frequentemente revestido por um revestimento de resina epóxi ou polímero para proteger o alumínio da corrosão por conteúdos ácidos, como bebidas carbonatadas, e para evitar que um sabor metálico seja transmitido à bebida. O epóxi está em desuso por poder conter bisfenol A.
Um rótulo é impresso diretamente na lateral da lata ou colado na superfície curva externa, indicando seu conteúdo.
A maioria das latas de alumínio é feita de duas peças distintas. O fundo e o corpo são "desenhados" ou "desenhados e passados" a partir de uma placa plana ou copo raso. Após o enchimento, a "extremidade" da lata é selada, sendo complementado por um composto de vedação para garantir que ocorra selagem totalmente hermética do conteudo.
As vantagens do alumínio sobre latas de aço (feitas em folha-de-flandres) incluem: peso leve, custo competitivo, durabilidade, abertura fácil e sem necessidade de um abridor de latas. A extremidade de alumínio de abertura fácil para latas de bebidas foi desenvolvida pela Alcoa em 1962 para a Pittsburgh Brewing Company e agora é usada em quase todo o mercado de bebidas enlatadas.

## Reciclagem

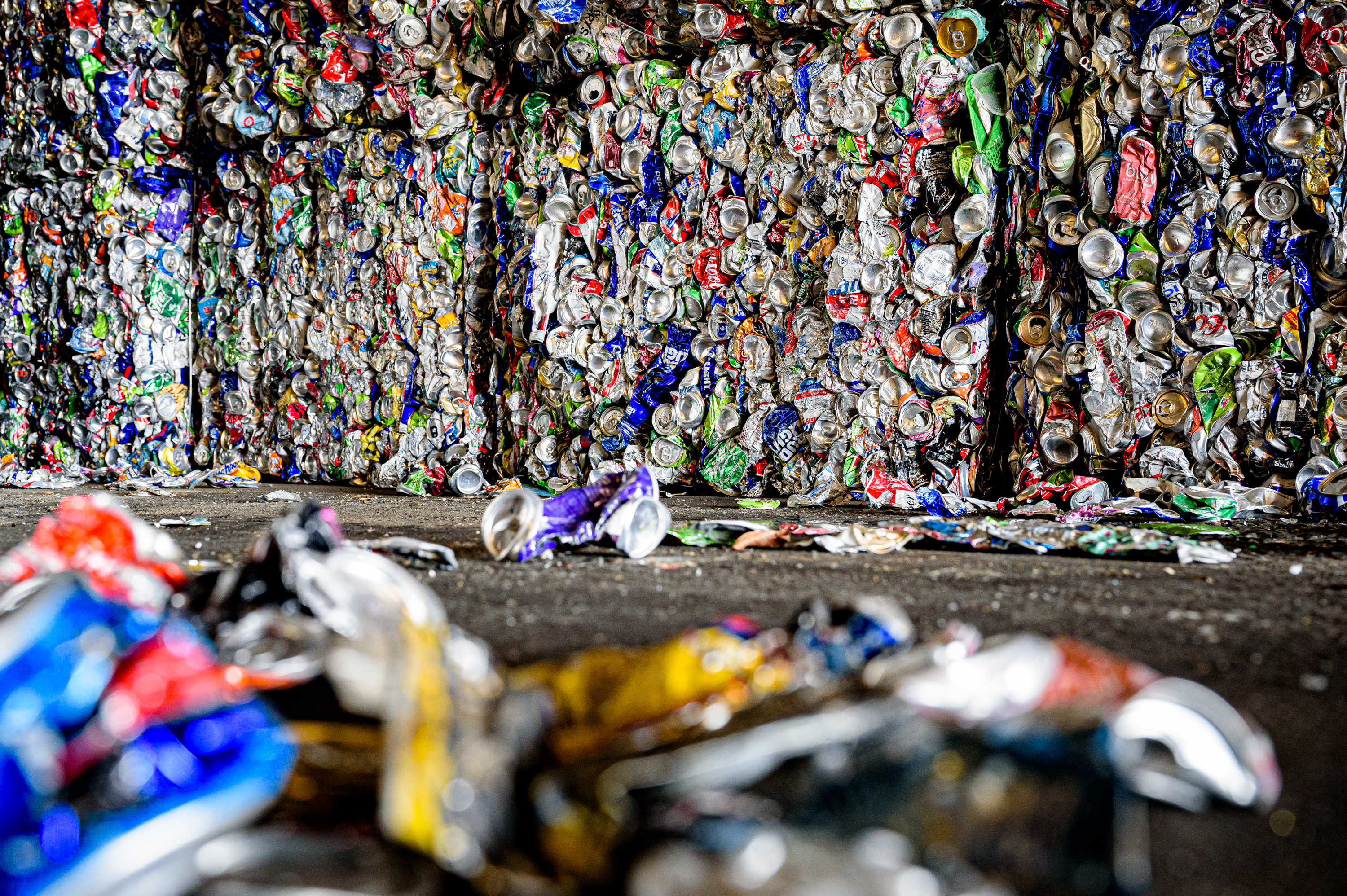
Latas de alumínio prensadas em fardos

As latas de alumínio podem ser feitas com alumínio reciclado. Em 2017, 3,8 milhões de toneladas de alumínio foram geradas nos EUA, das quais 0,62 milhão de toneladas foram recicladas - uma taxa de reciclagem de 16%. Segundo estimativas da Associação do Alumínio, uma grande quantidade de alumínio permanece sem reciclagem nos EUA, onde cerca de 700 milhões de dólares em latas acabam em aterros sanitários a cada ano. Em 2012, 92% das latas de bebidas de alumínio vendidas na Suíça foram recicladas. Latas são o recipiente de bebida mais reciclado, com uma taxa de 69% em todo o mundo.
Um problema é que o topo da lata é feito de uma mistura de alumínio e magnésio para aumentar sua resistência. Quando a lata é derretida para reciclagem, a mistura não é adequada nem para o topo nem para o fundo/lateral. Em vez de misturar metal reciclado com mais alumínio (para amolecê-lo) ou magnésio (para endurecê-lo), uma nova abordagem usa recozimento para produzir uma liga que funciona para ambos.
A lata de alumínio também é considerada um dos mais valiosos materiais recicláveis de uso comum. A indústria do alumínio investe milhões de dólares por ano na reciclagem de alumínio, devido à sua versatilidade.
Devido às vantagens da embalagem de alumínio (validade, durabilidade, fator de qualidade alimentar) sobre plásticos, ela é considerada uma alternativa às garrafas de PET ou de vidros, com a possibilidade de substituir a maioria delas nas próximas décadas.

## Latas como itens colecionáveis
Algumas pessoas colecionam latas de alumínio como hobby. Coleções de latas podem ser exclusivas de um segmento apenas, por exemplo, alguns colecionadores podem coletar apenas latas de refrigerante, enquanto outros podem se dedicar exclusivamente a colecionar latas de refrigerantes, de bebidas energéticas, de isotónicos ou mesmo de óleo; entretanto, alguns colecionadores podem colecionar latas diversificadas, independentemente do produto que foi originalmente armazenado no interior delas. Em alguns casos os colecionadores as conservam intactas, sem proceder a abertura para retirada do material armazenado dentro delas.
Um aspecto que pode interessar alguém em manter uma coleção de latas como hobby é a diversidade de produtos disponíveis mundialmente, promovendo produções como filmes, álbuns musicais e turnês, equipes e eventos esportivos e até mesmo algumas marcas e empresas não relacionadas a alimentos ou combustíveis.
Celebridades também podem ser destaque em latas colecionáveis; esse foi o caso do jogador de tênis Andre Agassi, que teve um conjunto de quatro latas de refrigerante Pepsi Max dedicadas a ele em 1996.
Davide Andreani, da Itália, está no Livro Guinness dos Recordes por ter a maior coleção de latas de refrigerante de uma marca específica no mundo, com mais de 20.000 latas em sua coleção. Segundo o site canmuseum.com, a maior coleção de latas de Pepsi Cola pertence a Chris Cavaletti, também da Itália, que possuía 12.402 latas de Pepsi Cola de 81 países em 2022, enquanto a maior coleção de latas de refrigerante Coca-Cola pertencia a Gary Feng, do Canadá, com 11.308 variações de latas de Coca-Cola de 108 países coletadas, com William B. Christensen, dos Estados Unidos, possuindo a maior coleção de latas de cerveja com 75.000 de 125 países e Allan Green, também dos Estados Unidos, com a maior coleção de latas de vinho, com 449.
Algumas páginas da web são dedicadas ao hobby de colecionar latas.

## Links externos
- The Aluminum Association